# بوب هارلي
بوب هارلي (8 سبتمبر 1888 في المملكة المتحدة - 1958 في كندا) هو لاعب كرة قدم كندي في مركز الدفاع. شارك مع منتخب كندا لكرة القدم.